# Astrid Retzke
Astrid Retzke (* 13. Juli 1973 in Wolfen) ist eine ehemalige deutsche Siebenkämpferin.

## Sportliche Karriere
Astrid Retzke konnte bei den Deutschen Meisterschaften 1996 und 1998 beide Male die Bronzemedaille im Siebenkampf gewinnen. Bei der deutschen Olympiaqualifikation in Ratingen konnte sie sich, trotz mehreren Verletzungen zuvor, als Siegerin für die Olympischen Sommerspiele 2000 in Sydney qualifizieren. Im Siebenkampf von Sydney absolvierte sie jedoch nur zwei Disziplinen und beendete den Wettkampf nicht.
Retzke ist Diplom-Sporttherapeutin und war als Stabsunteroffizierin im Sanitätsdienst der Bundeswehr tätig.